# Kameralamt Alpirsbach
Das Kameralamt Alpirsbach war eine Einrichtung des Königreichs Württemberg, die im Amtsbezirk Besitz und Einkommen des Staates verwaltete. Es bestand von 1807 bis 1811 und von 1821 bis 1843 in Alpirsbach. Das Kameralamt wurde im Rahmen der Neuordnung der Staatsfinanzverwaltung im Königreich Württemberg geschaffen. 

## Geschichte
Das Kameralamt Alpirsbach ist im Jahre 1807 gegründet und im Jahre 1811 aufgelöst worden. Der gesamte Verwaltungsbezirk wurde nach der Auflösung dem Kameralamt Dornhan zugeteilt. Nach der im Jahre 1821 erfolgten Auflösung des Kameralamts Dornhan ist das Kameralamt Alpirsbach mit dem früheren Verwaltungsbezirk neu gegründet und gemäß Erlass vom 8. März 1843 mit Wirkung vom 1. Juli 1843 endgültig aufgelöst worden.
Zugeteilt wurden:
- dem Kameralamt Dornstetten die Orte Loßburg, Reinerzau, Schömberg und Wittendorf,
- dem Kameralamt Oberndorf die Orte Alpirsbach, Bach und Altenberg, Betzweiler, Ehlenbogen, Peterzell, Reutin, Römlinsdorf, Rötenbach, Rötenberg und Vierundzwanzig Höfe,
- dem Kameralamt Sulz die Orte Bettenhausen, Busenweiler, Dornhan, Dürrenmettstetten, Fürnsal, Hopfau, Leinstetten, Marschalkenzimmern, Neunthausen, Sterneck, Wälde und das Forstrevier Sterneck.